# Djendel Saadi Mohamed
Djendel Saadi Mohamed là một đô thị thuộc tỉnh Skikda, Algérie. Dân số thời điểm năm 2002 là 7.831 người.